# Municipio Antonio Díaz (Delta Amacuro)
Antonio Díaz es el municipio más grande de los 4 que integran el estado Delta Amacuro. Limita al norte con el Océano Atlántico, al sur con el estado Bolívar, al este con la Guayana Esequiba y al oeste con los municipios Casacoima, Tucupita y el estado Bolívar. Tiene una superficie de 22 746,49 km² y una población de 26 655 habitantes según censo de 2011. Alrededor del 90% de la población del municipio es indígena proveniente de la etnia Warao. Su nombre proviene de Capitán Antonio Díaz, un militar venezolano que participó en la guerra de Independencia de Venezuela. Su capital es Curiapo.
La economía del municipio es casi por completo dedicado al sector primario, como la pesca, la agricultura, la explotación de madera y la artesanía.

## Historia
El Municipio como el resto de Venezuela fue colonizado por los españoles que lo incluyeron en la Provincia de Guayana, en la Venezuela independiente formó parte del Cantón Piacoa y del Territorio Federal Delta Amacuro hasta 1992. Sus límites son objeto de polémica pues en 1899 mediante el Laudo Arbitral de Paris se estableció Punta Playa en la isla de Corocoro como el límite oriental de Venezuela. Si bien el punto extremo más oriental de facto está en la confluencia de los ríos Barima y Mururuma.  
El estado venezolano desconoció el laudo considerando que su frontera histórica era el río Esequibo desde tiempos de la Capitanía General de Venezuela y desde entonces reclama el territorio como parte de la Guayana Esequiba. En su jurisdicción además se incluye la isla de Guasina que fue usada como prisión política, y campo de concentración desde 1939 y que fue cerrada en la dictadura del General Marcos Pérez Jiménez en 1952.

## Geografía
La parte norte del municipio se encuentra integrada por numerosas islas del delta del Orinoco, lo que le confiere un paisaje fluvial complejo y rico en biodiversidad. Entre las principales formaciones insulares destacan la Isla Remolinos, Isla Tobejuba, Isla Caneima, Isla Ubudorojo, Isla Grande de Curiapo e Isla Corocoro, todas ellas distribuidas a lo largo de los caños y ramificaciones del río Orinoco en su desembocadura.
En dirección suroeste, el municipio incluye también sectores pertenecientes a la Sierra de Imataca, formación geológica que atraviesa el oriente venezolano y que representa un área de transición entre el relieve montañoso y el sistema deltaico.
El territorio municipal abarca una extensión considerable, siendo comparable en superficie a países como Israel o El Salvador, lo cual resalta su envergadura geográfica dentro del contexto nacional.

### Organización parroquial
| Parroquia            | Superficie | Población   | Densidad      | Capital                |
| -------------------- | ---------- | ----------- | ------------- | ---------------------- |
| Aniceto Lugo         | 6.614 km²  | 2.449 hab.  | hab./km²      | Boca de Cuyubini       |
| Curiapo              | 5.463 km²  | 6.232 hab.  | hab./km²      | Curiapo                |
| Almirante Luis Brión | 3.582 km²  | 1.410 hab.  | hab./km²      | Manoa                  |
| Manuel Renaud        | 2.168 km²  | 6.109 hab.  | hab./km²      | Araguaibisi            |
| Padre Barral         | 1604 km²   | 8.619 hab.  | hab./km²      | San Francisco de Guayo |
| Santos de Abelgas    | 2111 km²   | 1.836 hab.  | hab./km²      | Araguaimujo            |
| Municipio Díaz       | 22.747 km² | 26.655 hab. | 1,17 hab./km² | Curiapo                |

## Demografía
La mayoría de la población habita comunidades pequeñas. Aparte de Curiapo, los núcleos principales son la Misión de San Francisco de Guayo y la misión Nabasanuca, Jobure, así como en Araguabisi. Un 60% de la población warao se encuentra en este municipio.

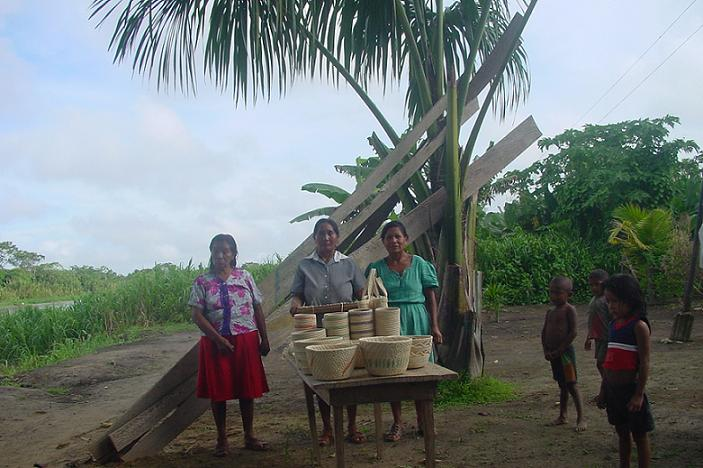
Mujeres waraos muestran cestería

## Economía
La mayoría de la población vive de la economía de subsistencia: caza y pesca, ya que en el municipio no existe ningún tipo de industria. No existe ningún tipo de asentamiento urbano, toda la población es rural.

## Cultura

### Idiomas
Este municipio alberga a la mayor cantidad de hablantes del idioma warao. La mayoría de la población habla este idioma de sus diferentes dialectos. La mayoría habla también el castellano. Ambas lenguas son oficiales en todo el municipio. La educación y el gobierno se desarrollan oficialmente de forma bilingüe.

## Migración
Actualmente debido a la situación de la crisis venezolana la mayor parte de la población del municipio ha migrado hacia ciudades como Maturin y Tucupita para mejor situación económica, debido a que la mayoría de las comunidades indígenas en el municipio están completamente aisladas lo que dificulta prosperar económicamente allí.

## Política y gobierno

### Alcaldes
| Período     | Alcalde                   | Partido político / Alianza | % de votos | Notas |
| ----------- | ------------------------- | -------------------------- | ---------- | --- |
| 1995 - 2000 | Vicenta Medina De Narváez | COPEI                      | -          | Primera alcalde bajo elecciones directas (se realizaron elecciones generales adelantadas en el 2000 debido a la aprobación de la Constitución de 1999) |
| 2000 - 2004 | Amado Heredia             | MAS                        | 63,61      | Segundo alcalde bajo elecciones directas |
| 2004 - 2008 | Amado Heredia             | MIGENTE                    | 70,73      | Reelecto |
| 2008 - 2013 | Digna Sucre               | PSUV                       | 62,77      | Tercera alcalde bajo elecciones directas (se postergan 1 año las elecciones municipales pautadas para finales del 2012)                                |
| 2013 - 2017 | Digna Sucre               | PSUV                       | 51,31      | Reelecta |
| 2017 - 2021 | Amado Heredia             | PSUV                       | 53,37      | Cuarto alcalde bajó elecciones directas |
| 2021 - 2025 | Amado Heredia             | PSUV                       | 94,34      | Reelecto |

### Concejo municipal
Período 1995 - 2000
| Concejales:      | Partido político / Alianza |
| ---------------- | -------------------------- |
| Otilio Lopez     | COPEI                      |
| Henry Velásquez  | COPEI                      |
| Monico Campero   | COPEI                      |
| Marcelino Díaz   | COPEI                      |
| Amado Heredia    | MAS                        |
| Juan Simón Beria | MAS                        |
| Enrique Moraleda | MAS                        |

Período 2000 - 2005
| Concejales:       | Partido político / Alianza |
| ----------------- | -------------------------- |
| Juan Simón Beria  | MAS                        |
| Nazario Contreras | MAS                        |
| Luis Rodríguez    | MAS                        |
| José María Sucre  | MAS                        |
| Alexis Medina     | MAS                        |
| Gisel Monroy      | MVR                        |
| Fidel Torres      | ACPB                       |

Período 2005 - 2013
| Concejales:           | Partido político / Alianza |
| --------------------- | -------------------------- |
| Carlos Eloy Rodríguez | MIGENTE                    |
| Simon Ávila           | MIGENTE                    |
| Alexis Medina         | MIGENTE                    |
| Leonardo Aray         | MVR                        |
| Jesús María Sucre     | MVR                        |
| Digna Sucre           | MVR                        |
| Basilio Arintero      | (Representación Indígena)  |

Período 2013 - 2018 
| Concejales       | Partido político / Alianza |
| ---------------- | -------------------------- |
| Eleopordo Franco | PSUV                       |
| Leonardo Aray    | PSUV                       |
| Jhonny Ydrogo    | PSUV                       |
| Juan Medina      | PRT                        |
| Elida Valenzuela | PRT                        |
| Hernan Wells     | PRT                        |
| Oscar González   | (Representación Indígena)  |

Periodo 2018 - 2021
| Concejales          | Partido político / Alianza |
| ------------------- | -------------------------- |
| Yeglis Herrera      | PSUV                       |
| Libraidis Flores    | PSUV                       |
| Ladislao Sucre      | PSUV                       |
| Lionel Linares      | PSUV                       |
| Rosangela Rodríguez | PSUV                       |
| Ramon Medina        | PSUV                       |
| Carlos Ramos        | (Representación Indígena)  |

Período 2021 - 2025
| Concejales:     | Partido político / Alianza |
| --------------- | -------------------------- |
| Yeglis Herrera  | PSUV                       |
| Carmen Quijada  | PSUV                       |
| Libradis Flores | PSUV                       |
| Jhonny Ydrogo   | PSUV                       |
| Carlos Ramos    | PSUV                       |
| Armando Gómez   | PSUV                       |
| Eradia Mariano  | (Representación indígena)  |